# Selenops brachycephalus
Selenops brachycephalus is een spinnensoort uit de familie van de Selenopidae.
De wetenschappelijke naam van de soort werd in 1940 gepubliceerd door Reginald Frederick Lawrence.